# Sergei Nikolajewitsch Filippow
Sergei Nikolajewitsch Filippow (russisch Сергей Николаевич Филиппов; * 11.jul. / 24. Juni 1912greg. in Saratow, Russisches Kaiserreich; † 19. April 1990 in Leningrad) war ein sowjetischer Schauspieler.

## Biografie

### Herkunft und Laufbahn

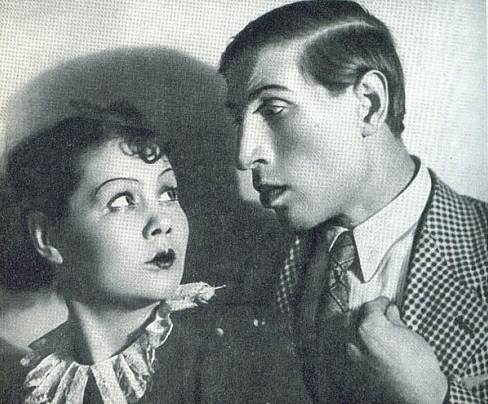
Filippow (r.) in einer Aufführung von Straschny sud (1939)

Filippow war der Sohn einer Schneiderin und eines Schlossers, der die Familie 1917 verließ. Aufgrund seines undisziplinierten Verhaltens wurde er der Schule verwiesen und brach mehrere Berufsausbildungen ab. Der zufällige Besuch einer Ballettschule weckte in ihm das Interesse am Tanz. Er trat in die Lehranstalt ein und galt schnell als Klassenbester. Auf Anraten seiner Lehrer ging Filippow 1929 Moskau, um sich an Bolschoi-Theater weiter ausbilden zu lassen. Da die Aufnahmeprüfungen aber bereits abgeschlossen waren, zog er nach Leningrad, um dort eine Tanzschule zu besuchen. Auch hier verpasste Filippow die Bewerbungsvorführungen und besuchte deshalb die neu eröffnete Estrada- und Zirkusschule. Um seinen Lebensunterhalt zu bestreiten, trat er gelegentlich in der Tanzgruppe der Staatlichen Akademie und beim Operettentheater auf. Versuche einer Zusammenarbeit mit Agrippina Waganowa scheiterten an Filippows ungestümen Charakter.
Nach dem Abschluss 1933 konnte der Nachwuchsdarsteller ein Engagement am Opern- und Balletttheater erlangen. Er erlitt aber kurz darauf einen Herzinfarkt und musste das Haus verlassen. Nach einigen aufsehenerregenden Auftritten als Estradakünstler, die sogar in der US-amerikanischen Presse Erwähnung fanden, wurde Nikolai Akimow 1935 auf Filippow aufmerksam und verpflichtete ihn für das Leningrader Komödientheater. Hier trat der für seine schlanke Statur und seine oftmals mürrische Mimik bekannte Darsteller über einen Zeitraum von 30 Jahren auf, ehe Akimow ihn aufgrund seines Verhaltens entließ. Anschließend wechselte er zum Leningrader Theater der Kinodarsteller. Filippow galt im Bezug auf Proben zwar als unzuverlässig, hatte aber eine gute Intuition und stellte seine Charaktere daher ohne umfangreiche Vorbereitungen adäquat dar. Sowohl am Theater als auch im Film war er auf skurrile und arrogante Rollen abonniert.
Vor die Kamera trat der dunkelhaarige Mime erstmals 1937 in den Lenfilmproduktionen Волочаевские дни (Wolotschajewskije dni) von den Wassiljew-Brüdern und За Советскую Родину (Sa Sowjetskuju Podinu) sowie dem bei Belroskino gedrehten Historiendrama Соловей (Solowei). Waren seine ersten Rollen noch ernsthaft, sollten sich dies später zunehmend ins Humoristische ändern. Filippow trat bis Ende der 1980er Jahre in mehr als 120 Filmen und TV-Produktionen auf, u. a. mehrfach für Nadeschda Koschewerowa, die durch das Theaterstück Простая девушка (Prostaja dewuschka) auf ihn aufmerksam wurde, für Eldar Rjasanow sowie Leonid Gaidai. Unter der Leitung von Letzterem gab er in Частный детектив, или Операция "Кооперация" (Tschastny detektiw, ili Operazija „Kooperazija“, 1990) auch seine letzte Kinorolle. Filippow spielte vereinzelt Hauptcharaktere, die entsprechenden Filme wurden jedoch im Gegensatz zu vielen seiner Werke nicht im deutschsprachigen Raum gezeigt. Als Synchronsprecher fungierte für ihn u. a. Werner Dissel.
In Auf der anderen Seite (1958) war er auch als Sänger zu hören. Ferner synchronisierte Fillipow Sarry Karryjew in Die ferne Braut (1948), Frane Milcinski in der russischsprachigen Fassung von Melodie im Frühling (1953) sowie Figuren in den Animationskurzfilmen Петя и Красная шапочка (Krasnaja schapotschka, 1958) und Лиса, бобер и другие (Lisa, bober i drugije, 1961), letzterer ein Werk des Ehepaares Zechanowski.

### Privates und Persönlichkeit
Filippow war in erster Ehe mit der Balletttänzerin Alewtina Iwanowna Gorinowitsch verheiratet. Kurz vor Ausbruch des Deutsch-Sowjetischen Krieges trennten sich beide nach über zehn Jahren Beziehung. Ihr gemeinsamer Sohn Juri wurde später Designer und arbeitete u. a. für bekannte Marken wie Armani und Chanel.
Anschließend heiratete Filippow die 13 Jahre ältere Kinderbuchautorin Antonina Georgijewna Golubewa (1899–1989), umwarb im fortgeschrittenen Alter aber die Schauspielerin Ljubow Grigorjewna Tischtschenko (1940–2020). Der stets als zurückgezogen geltende Darsteller lebte in den letzten Jahre seines Lebens allein und verarmte. Er war über Jahre hinweg Alkoholiker.
Während der Dreharbeiten zu Die 12 Stühle (1971) litt Filippow unter starken Kopfschmerzen. Es wurde ein Hirntumor festgestellt, den die Ärzte in Moskau zunächst für inoperabel hielten. Er kehrte nach Leningrad zurück, musste hier aber nach einem Ohnmachtsanfall auf offener Straße ins Krankenhaus. Hier nahmen die behandelnden Mediziner die Entfernung des Tumors vor. Später erkrankte der Schauspieler an Lungenkrebs und starb daran im Alter von 77 Jahren. Er wurde auf dem Leningrader Nordfriedhof neben seiner zweiten Frau beigesetzt. Der Grabstein wird von einer Büste geziert, die seitens der örtlichen Filmschauspielervereinigung in Auftrag gegeben wurde. Nach Aussagen Tischtschenkos arrangierte sie seine Beisetzung, während Golubewas Tochter und ihre Enkelin eigenmächtig Gegenstände aus der Wohnung des Verstorbenen an sich nahmen. Juri Filippow, der zu Golubewa stets ein sehr schlechtes Verhältnis hatte, wurde anfangs nicht über den Tod seines Vaters informiert und konnte so auch nicht zur Beisetzung erscheinen. Um das Geld für Filippows Sarg aufzubringen, führte sein Kollege Alexander Demjanenko eine Sammlung durch.
Filippow litt unter seiner Popularität, da er oftmals mit den von ihm dargestellten Figuren identifiziert wurde. Nach Ljubow Tischtschenkos Angaben sei der Darsteller sogar in Tränen ausgebrochen, als er erfuhr, dass Juri Nikulin und nicht er die Hauptrolle in Als die Bäume groß waren (1961) spielen sollte.

## Würdigungen
Er wurde 1957 zum Verdienten Künstler der RSFSR und 1974 zum Volkskünstler der RSFSR ernannt.
In Pjatigorsk und Tscheboksary erinnern Denkmäler an Filippows Rolle in Die 12 Stühle (1971), die er selbst auch als seine wichtigste betrachtete. Außerdem sind ihm je eine Folge der Dokumentarreihen Чтобы помнили (Tschtoby pomnili, 2001) und Как уходили кумиры (Kak uchodili kumiry, 2006) gewidmet.
Im Jahr 2009 veröffentlichte Juri Filippow die Biografie Сергей филиппов. Есть ли жизнь на Марсе (Sergei Filippow. Est li schisn na Marse), auf deren Grundlage auch ein gleichnamiger Dokumentarfilm entstand.

## Theaterarbeit (Auswahl)
- 1938: Простая девушка (Prostaja dewuschka) – von Wassili Schkwarkin
- 1939: Страшный суд (Straschny sud) – von Wassili Schkwarkin
- 1946: Лев Гурыч Синичкин (Lew Gurytsch Sinitschkin) – von Dmitri Lenski
- 1946: Eine Dummheit macht auch der Gescheiteste (Na wsjakogo mudreza dowolno prostoty)
- 1958: Der Revisor (Rewisor) – von Nikolai Gogol
- 1958: Что скажут завтра (Tschto skaschut sawtra) – von Daniil Alschiz und Lew Rakow

## Filmografie (Auswahl)
- 1939: Blockstelle 145 (Arinka)
- 1940: Der erste Präsident (Jakow Swerdlow)
- 1945: Der unsterbliche Kaschtschai (Kaschtschai Bessmertny)
- 1945: Sei gegrüßt, Moskau (Sdrawstwui, Moskwa)
- 1947: Aschenbrödel (Soluschka)
- 1954: Der geheimnisvolle Dolch (Kortik)
- 1954: Der Ersatzspieler (Sapasnoi igrok)
- 1955: Die Tigerbändigerin (Ukrotitelniza tigrow)
- 1955: Was Ihr wollt (Dwenadzataja notsch)
- 1956: Nun schlägt's 13! (Karnawalnaja notsch)
- 1957: Nächtliche Jagd (Notschnoi patrul)
- 1957: Könige der Manege (Wsego dorosche)
- 1958: Feuriges Blut (Oleko Dunditsch)
- 1958: Freundchen (Druschok)
- 1958: Das Mädchen mit der Gitarre (Dewuschka s gitaroi)
- 1958: Auf der anderen Seite (Po tu storonu)
- 1958: Шофёр поневоле (Schofjor ponewole)
- 1959: Сомбреро (Sombrero)
- 1959: Du mußt mir vertrauen (Wanja)
- 1959: Versuch's mit der Liebe (Nepoddajuschtschijesja)
- 1961: Vorsicht, Oma! (Ostoroschno, babuschka!)
- 1962: Schwere Entscheidung (Nasch obschtschi drug)
- 1963: Фитиль (Fitil) (Fernsehreihe, eine Folge)
- 1963: Die leibeigene Schauspielerin (Krepostnaja aktrisa)
- 1963: Суд идёт (Dus idjot) (Kurzfilm)
- 1968: Tatjanas Tag (Tatjanin den)
- 1968: Die neuen Abenteuer der geheimnisvollen Rächer (Nowye prikljutschenija neulowimych)
- 1968: Das Gastmahl der Rose (Ne gorjui)
- 1970: Бушует "Маргарита" (Buschujet "Margarita")
- 1971: Die 12 Stühle (Dwenadzat stuljew)
- 1971: Тень (Ten)
- 1971: 32 неожиданности (32 neoschidannosti) (Kurzfilm)
- 1972: Табачный капитан (Tabatschny kapitan) (Fernsehfilm)
- 1973: Iwan Wassiljewitsch wechselt den Beruf (Iwan Wassiljewitsch menjajet professiju)
- 1973: Auf eigenen Wunsch (Po sobstwennomu schelaniju)
- 1974: А вы любили когда-нибудь? (A wy ljubili kogda-nibud)
- 1975: Das kann doch nicht wahr sein! (Ne moschet byt)
- 1976: Der blaue Vogel (Sinjaja ptiza)
- 1977: Wie der dumme Iwanuschka das Wunder suchte (Как Иванушка-дурачок за чудом ходил)
- 1977: Вот какой я отрицательный (Wot kakoi ja otrizatelny) (Dokumentarfilm)
- 1978: Inkognito aus Petersburg (Inkognito is Peterburga)
- 1978: Der große Tierbändiger (Weliki ukrotitel) (Fernsehfilm)
- 1979: Die Fledermaus (Letutschaja mysch) (Fernsehfilm)
- 1980: Eine fröhliche Fuhre (Sa spitschkami)
- 1980: Die Nachtigall (Соловей)
- 1980: Комедия давно минувших дней (Komedija dawno minuwschich dnei)
- 1981: Куда исчез Фоменко? (Kuda istsches Fomenko?) (Fernsehfilm)
- 1982: Glückstreffer (Sportloto-82)
- 1982: Die Prinzessin mit der Eselshaut (Oslinaja schkura)
- 1984: Und da kam Bumbo (I wot prischjol Bumbo ...)
- 1985: Lebensgefährlich (Opasno dlja schisni!)
- 1987: Das Märchen vom verliebten Maler (Skaska pro wljublennowo maljara)